# Bras (Var)
Bras település Franciaországban, Var megyében. Lakosainak száma 2617 fő (2022. január 1.). Bras Brue-Auriac, Châteauvert, Correns, Saint-Maximin-la-Sainte-Baume, Tourves és Le Val községekkel határos.

## Népesség
A település népességének változása:
| Lakosok száma | 2567 | 2675 | 2776 | 2698 | 2663 | 2629 | 2625 | 2632 | 2617 |
|               | 2013 | 2015 | 2016 | 2017 | 2018 | 2019 | 2020 | 2021 | 2022 |